# VdB 11
vdB 11 è una piccola nebulosa a riflessione, visibile nella costellazione della Giraffa.

## Descrizione
Si individua nella parte meridionale della costellazione, a breve distanza dal confine con Cassiopea; viene illuminata da una gigante blu di ottava magnitudine catalogata come HD 20798, la cui radiazione imprime ai gas circostanti un colore marcatamente bluastro. Questa stella fa parte di un gruppo di giovani stelle non facenti parte della grande regione dell'associazione OB Cam OB1, in quanto la sua distanza, di circa 1000 anni luce, la pone in una posizione intermedia sulla linea di vista; tale distanza al contrario la porrebbe nella stessa regione in cui si trova l'ammasso aperto Stock 23, formato da alcune decine di stelle e situato a pochi gradi dalla nebulosa in direzione sudovest, entro i confini di Cassiopea. La regione di formazione stellare in cui è inclusa l'associazione Cam OB1 e le due nebulose vdB 14 e vdB 15, visibili poco più a sud di vdB 11, si trovano a circa 2600 anni luce di distanza dal sistema solare.